# Deutscher Arbeitsausschuß Turnen
Der Deutsche Arbeitsausschuß Turnen (DAT) war von 1947 bis 1950 Vorläufer des Deutschen Turner-Bundes. Er sah sich als Nachfolger der Deutschen Turnerschaft, die sich 1935 im Zuge der Gleichschaltung selbst aufgelöst hatte, um einem Verbot während der Zeit des Nationalsozialismus in Deutschland zuvorzukommen.

## Entwicklung
Nach dem Zweiten Weltkrieg wurde während der ersten inoffiziellen Deutschen Meisterschaft im Kunstturnen in Northeim am 13. September 1947 der Deutsche Arbeitsausschuß Turnen (DAT) gegründet.
Vom 19. bis 23. August 1948 führte der DAT das Frankfurter Turnfest durch, das heute als 19. Deutsches Turnfest gezählt wird.
Auf dem Deutschen Turntag 1949 in Frankfurt am Main, seinem ersten Delegiertentag, strebte der DAT die Neu-Organisation des Deutschen Turner-Bundes über die Grenzen der Besatzungszonen hinweg an. Dem stand jedoch die Kontrollratsdirektive Nr. 23 der Alliierten entgegen. Die ehemaligen deutschen Arbeiterturner sprachen sich für eine demokratische Einheitsorganisation des Turnens in Deutschland aus. Walter Kolb wurde zum Vorsitzenden gewählt.
Auch auf dem Turntag 1950 in Frankfurt konnte die offizielle Gründung des Deutschen Turner-Bundes (DTB) noch nicht stattfinden: Die vorausgegangenen Versuche wurden trotz aller Bemühungen von Walter Kolb durch das Veto der französischen Mitglieder der Alliierten Hohen Kommission verhindert. Die Gründung des DTB erfolgte erst am 2. September 1950 in Tübingen.